# Campanula hissarica
Campanula hissarica  (лат.) — вид двудольных растений рода Колокольчик (Campanula) семейства Колокольчиковые (Campanulaceae). Под текущим таксономическим названием описан российским ботаником Рудольфом Владимировичем Камелиным в 1988 году.

## Распространение, описание
Эндемик Таджикистана. Типовой экземпляр собран из ущелья близ реки Кафирниган. Сведения о распространении вида на территорию Дальнего Востока России, отмечаемые в некоторых источниках, по всей видимости, являются ошибочными.
Гемикриптофит. Травянистое растение с очерёдным листорасположением. Листья простые, без членения, размещены по длине стебля. Цветки пятилепестковые, с актиноморфным либо сростнолепестным околоцветником. Плод — коробочка.